# Leamington (Ontário)
Leamington é um município do Condado de Essex, em Ontário, no Canadá. Com uma população de 27.595 de acordo com o Censo do Canadá de 2016, é o segundo maior município da região de Windsor-Essex County. Inclui o Parque Nacional Point Pelee, o ponto mais ao sul do continente Canadá.
Conhecida desde o século XX como a "Capital canadense do tomate", é o local de uma fábrica de processamento de tomates pertencente à Highbury-Canco. Fundada em 1908, o local pertenceu até 2014 à H. J. Heinz Company. Devido à sua localização na parte sul do Canadá, Leamington usa o lema "Sun Parlour of Canada".

## Comunidades
Além da cidade de Leamington, o município de Leamington compreende várias aldeias e vilas, incluindo Albuna, Blytheswood, Cherry Lane Estates, Elmdale, Goldsmith, Marentette Beach, Mount Carmel, Oakland, Seacliffe, Wigle, Windfall, Chalmers, Erie Curve , Hillman, Point Pelee e Sturgeon Woods.

## História
Leamington só foi incorporada como uma vila em 1876, mas em 1869, o assentamento já tinha uma população de 350 pessoas. A comunidade recebeu seu nome em homenagem a cidade de Royal Leamington Spa, na Inglaterra. Antes disso, a cidade foi chamada de "Gainesville" ou "Gainesborough", por William Gaines, proprietário de um moinho local. Leamington possui uma agência postal desde junho de 1854.
Naquela época, Leamington era um povoado de encruzilhada com cerca de 300 habitantes e era conhecido por seus produtos de madeira, em vez de tomates. Havia bastante madeira no oeste de Ontário, assim como do outro lado do rio em Michigan. Havia várias docas e o peixe era abundante no Lago Erie, tanto que o esturjão podia ser pescado da costa e peixe era o alimento mais barato disponível na região.
Nas primeiras horas de 6 de junho de 2010, um tornado de classe F1 passou por partes do sul do Condado de Essex, estendendo-se de Harrow (passando por Kingsville) até o sul de Leamington antes de se dissipar perto do Parque Nacional Point Pelee, causando danos materiais consideráveis, mas sem perda de vidas humanas.

## Clima
Leamington fica no 42º paralelo, a mesma latitude de Chicago, Boston, Roma e Zaragoza. Está localizado na margem norte do Lago Erie, que age para moderar seu clima.

## Dados demográficos
De acordo com o censo canadense feito em 2016, haviam 27.595 pessoas vivendo em Leamington naquele ano. A área metropolitana da cidade inclui, também, Kingsville. Leamington é o centro urbano mais populoso do lado canadense do Lago Erie, com uma população um pouco maior do que Fort Erie e Port Colborne.

### Línguas
A maioria das pessoas em Leamington fala inglês. De acordo com o censo de 2006, 16.915 pessoas falam apenas inglês, 8.460 homens e 8.460 mulheres. Cerca de 600 pessoas falam francês. 10.840 falam outras línguas, como alemão, espanhol e árabe. E 45 falam inglês e francês.

### Idade
De acordo com o censo de 2011, a idade média das pessoas que vivem em Leamington é de 39,2 anos (37,7 para homens e 40,9 anos para mulheres).

### Imigração
Segundo o censo de 2006, Leamington tinha a maior porcentagem de latino-americanos no Canadá, com 4,9%.

## Economia
Desde 1908, a Heinz mantém uma fábrica em Leamington. Os produtos da empresa são enviados da cidade, com rótulos em inglês e francês, principalmente para os Estados Unidos. Ketchup e comida para bebê são os principais produtos fabricados na cidade. Em novembro de 2013, a Heinz anunciou que, no ano seguinte, fecharia sua fábrica em Leamington, o que significa perda de empregos para os 740 funcionários da fábrica e centenas de outros trabalhadores de apoio. Empresários regionais e locais trabalharam para salvar a fábrica. Uma campanha foi realizada no Facebook para arrecadar apoio e fundos. Como uma lei canadense proíbe o uso de pasta de tomate em suco de tomate (exigindo assim tomates frescos para a preparação do mesmo), uma acordo foi fechado e a "Highbury Canco" assumiu a fábrica a partir de 2014.